# El Oso (Ávila)
El Oso es un municipio de España perteneciente a la provincia de Ávila, en la comunidad autónoma de Castilla y León. En 2017 contaba con una población de 174 habitantes.

## Toponimia
El nombre de El Oso parece ser una derivación del latín lutosus ("barroso"), referido al terreno (el término se encuentra junto a una gran laguna natural). La evolución fonética habría sido la vocalización regular de sorda intervocálica (lutosus > ludosus), pérdida regular de la marca de nominativo latino ("ludosus" >"ludoso") y apertura de la vocal inicial por asimilación ("ludoso" > "lodoso"; cf. Lodares (Soria) Lodoselo (Orense) etc.); desaparición de la consonante sonora intervocálica ("lodoso" > "loso") y reinterpretación de la inicial como aglutinación del artículo ("l'oso" > el oso). Una etimología popular de la zona pone el nombre del pueblo en relación con la figura en granito de un animal que se encontraría frente a la iglesia y que se habría denominado "el oso". Tal animal era en realidad un verraco, hoy desaparecido. Hacia 1250 el nombre El Oso aparece mencionado en el pueblo en la consignación de rentas del cardenal Gil Torres a la Iglesia y Obispado de Ávila.

## Geografía
La localidad está situada a una altitud de 893 m s. n. m. y a una distancia de 22 km de la capital provincial. En el término municipal se encuentra la Laguna del Oso.
| Noroeste: Cabizuela | Norte: San Pascual | Noreste: Hernansancho |
| Oeste: Riocabado    |                    | Este: Hernansancho    |
| Suroeste: Riocabado | Sur: Las Berlanas  | Sureste: Gotarrendura |

## Demografía
El Oso cuenta con una población de 129 habitantes (INE 2024).
| Gráfica de evolución demográfica de El Oso entre 1842 y 2021                                                          |
| |
| Población de derecho según los censos de población del INE. Población de hecho según los censos de población del INE. |